# Aberration (optik)
Aberration är en samlingsbeteckning inom optiken för avbildningsfel hos linser, speglar och optiska system.
De det finns fem primära typer av aberration hos både linser och speglar, dessa är:
- sfärisk aberration
- koma
- astigmatism
- distorsion
- bildfältskrökning

Därtill kommer för linser även
- kromatisk aberration

Vidare kan vissa tillverkningsfel och kollimationsfel, om man så önskar, räknas som aberrationer.

## Sfärisk aberration
Sfärisk aberration uppstår då ljus bryts igenom en lins som är sfäriskt slipad, och orsakas av att ljuset som bryts i kanten av linsen inte fokuseras på samma brännpunkt som ljuset i optikens centrum (dvs. ljus närmare linsens optiska axel). Problemet med detta är att man inte entydigt kan bestämma en brännpunkt i bildplanet och därmed måste skärpan ställas in där majoriteten av ljusstrålarna har sin brännpunkt. Sfärisk aberration kan minimeras genom att bygga ihop kombinationer av positiva och negativa linser. På äldre objektiv som lider av sfärisk aberration kan man komma undan problemet genom att minska bländaröppningen.
Sfärisk aberration uppträder också hos sfäriskt slipade speglar. Ju större spegeln är i förhållande till sfärens radie, desto mer besvärande blir aberrationen.

## Kromatisk aberration
Kromatisk aberration syns som blödande, ofta med lila ton, linjer längs med kanter med stor skillnad i kontrast. Problemet var mycket vanligt på i stort sett samtliga digitala kompaktkameror som tillverkades i början av 2000-talet.
Den kromatiska aberrationen uppstår vid refraktion i glas etc.
Vid reflektion i speglar, spegelteleskop etc uppstår inte kromatisk aberration.

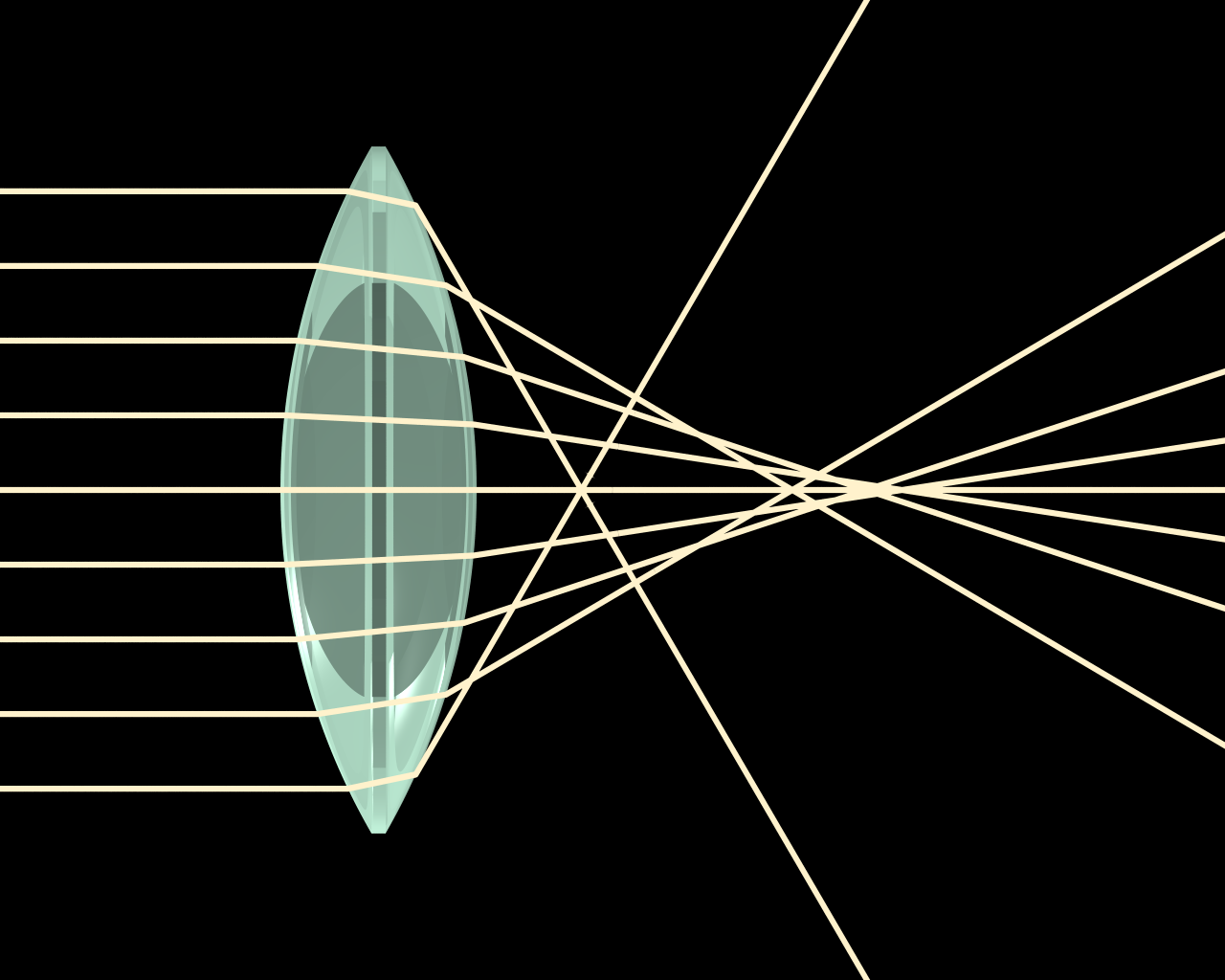
En sfärisk lins med kort brännvidd förmår inte att helt fokusera alla ljusstrålarna från vänster till en enda punkt vilket orsakar den sfäriska aberrationen.
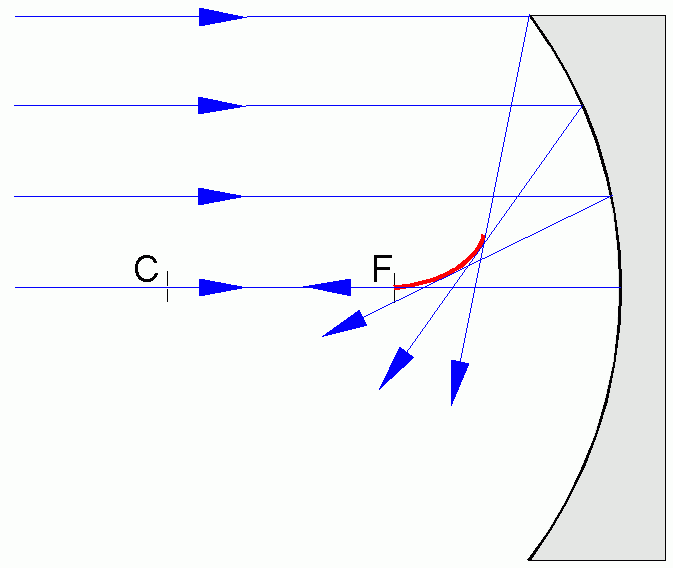
Allteftersom en sfärisk spegels diameter ökas i förhållande till krökningsradien (från sfärens mittpunkt C till spegelns yta) tilltar den sfäriska aberrationen (här symboliserad med röd färg), de infallande strålarnas "fokus" vidgas och bilden blir suddigare och suddigare.
Kromatisk aberration innebär att ljus av olika färg kommer ut i olika riktningar från linsen, även när de infaller i samma punkt och i samma riktning. Allteftersom man flyttar punkten mot linsens kant ökar vinkeln mellan linsytorna och prismaeffekten blir allt starkare. Sålunda: Ju kortare krökningsradie på linsytorna i förhållande till linsernas diameterar (alltså: ju buktigare lins), desto större vinkel mellan linsytorna nära kanten och desto mer kromatisk aberration.